# The Jukebox Queen of Malta
The Jukebox Queen of Malta je drugi roman američkoga pisca Nicholasa Rinaldija, prvi put objavljen 1999. godine od strane izdavačke kuće Bantam Press.

## Radnja
Rocco Raven je američki radio operater, koji dolazi na Maltu, kako bi se pridružio maloj obavještajnoj jedinice u vrijeme opsade Malte te blisko surađuje s britanskim RAF-om, koji brani otok. Središnji dio romana je ljubavna afera Rocca s Melitom, Maltežankom, koja putuje otokom popravljajući jukebox mašine. 
Priča govori o poteškoćama, oskudici Maltežana te obrani otoka tijekom opsade i razaranja od strane njemačkog bombardiranja.
Prema The New York Timesu, adaptacija filma je u razvoju.